# OpenLaszlo

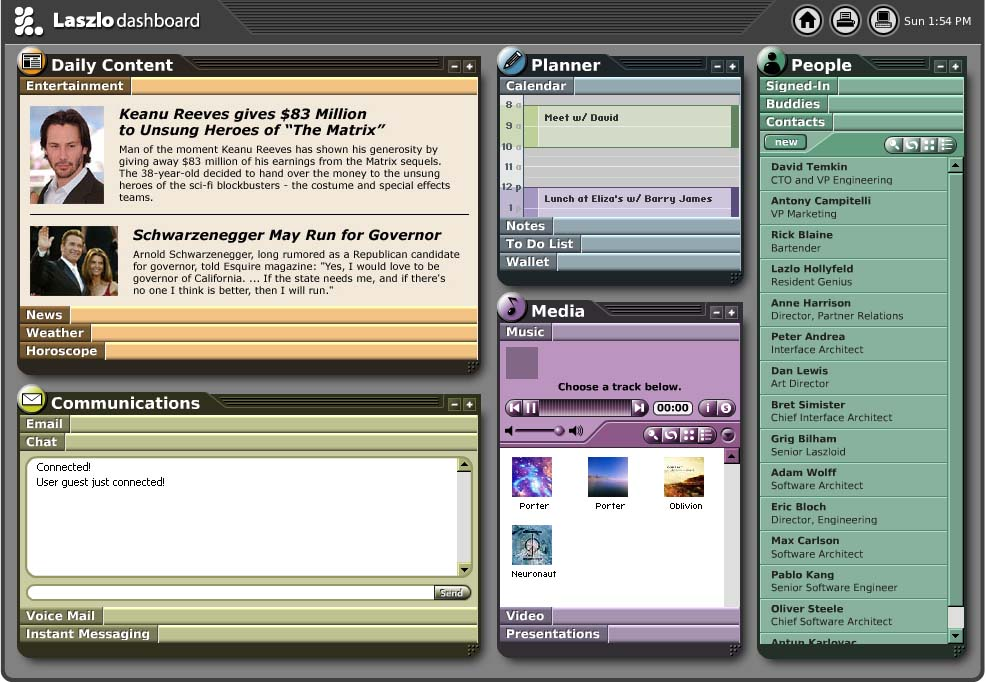

OpenLaszlo è una piattaforma open source per lo sviluppo di applicazioni web con un'interfaccia utente utilizzabile (spesso ci si riferisce a queste interfacce  con il termine inglese rich Internet applications) sul World Wide Web. OpenLaszlo è rilasciata sotto la licenza Open Source Initiative-certified Common Public License.
La piattaforma OpenLaszlo è basato sul linguaggio LZX e su un OpenLaszlo Server.
- LZX è un linguaggio risultante dalla fusione di aspetti dichiarativi, derivanti dall'XML, con altri tipici della programmazione imperativa Object-Oriented, derivanti da JavaScript.
- L'OpenLaszlo server è in sostanza una servlet Java che compila le applicazioni LZX in binari eseguibili per la macchina target. Attualmente il codice LZX è compilato in file Flash (SWF) o, a partire da OpenLaszlo 4.0B1, in DHTML.

## Deployment
Le applicazioni Laszlo possono essere sviluppate come tradizionali servlets Java, il cui output viene dinamicamente restituito al browser. In questo caso è necessario che il WebServer abbia in esecuzione l'OpenLaszlo server.
In alternativa, le applicazioni Laszlo possono essere compilate da LZX in un file SWF e caricate staticamente in una pagina web esistente. Questa tecnica è nota come "SOLO deployment". Le applicazioni sviluppate in questo modo mancano di alcune funzionalità rispetto alla versione basata su servlet, come ad esempio la possibilità di interazione con Web service tramite il protocollo SOAP e la possibilità di effettuare invocazioni a procedure remote (RPC) XML.

## Licenza
OpenLaszlo è stato originariamente sviluppato e rilasciato  sotto la Common Public License da Laszlo Systems.

## User Stories
Laszlo-powered Rich Internet Applications (RIAs) sono state sviluppate da Earthlink , Yahoo!, Behr  Archiviato il 27 gennaio 2007 in Internet Archive., Pandora, La Quinta Hotels, the Internet Archive e DeanForAmerica.com.
Laszlo Systems, i creatori di OpenLaszlo, stanno sviluppando i loro software basandosi sul Laszlo Presentation Server. La più recente è un mail client che offre un'interfaccia molto simile ai tradizionali mail client come Microsoft Outlook o Mozilla Thunderbird, ma che è utilizzabile tramite un web browser.

## La storia
OpenLaszlo originariamente fu rilasciato con il nome di "Laszlo Presentation Server" (LPS).  Lo sviluppo cominciò nell'autunno del 2001. Le prime versioni furono rilasciate a partner scelti  durante il 2002; molti di queste versioni furono utilizzate per sviluppare l'applicazione Behr paint. La prima general release di LPS  fu rilasciata agli inizi del 2002.
Nell'Ottobre del 2004, Laszlo Systems rilascia i sorgenti del Laszlo Presentation Server sotto licenza GPL, dando il via all'OpenLaszlo project.  Nel 2005, in coincidenza con il rilascio della versione 3.0, il nome del Laszlo Presentation Server fu cambiato in OpenLaszlo.
Timeline:
- 2000 Primi prototipi
- 2001 Inizio dello sviluppo
- 2002 Rilascio delle prime preview di LPS; primo sviluppo  di un'applicazione Laszlo (Behr)
- 2003 LPS 1.0, 1.1; ulteriori applicazioni Laszlo (Yahoo!, Earthlink)
- 2004 LPS 2.0, 2.1, 2.2; LPS diventa open source
- 2005 OpenLaszlo 3.0, 3.1; Il nome cambia da LPS in OpenLaszlo
- 2006 OpenLaszlo 3.2, 3.3
- 2009 OpenLaszlo 4.2